# Kleine Flottbek
Die Kleine Flottbek ist ein Bach in Hamburg-Nienstedten, der ein Nebenfluss der Elbe ist. Er ist nicht zu verwechseln mit der Flottbek. Er liegt im heute nicht-amtlichen Gebiet von Klein Flottbek.

## Verlauf
Der Bach entspringt im heutigen Nienstedten südlich der Straße Söbendieken, wo er zunächst verrohrt fließt. (Lage) Nahe dem Ligusterweg durchfließt er einen Teich, zwischen Kanzleistraße und Westerpark südlich an zwei weiteren vorbei. Von diesen besitzt der größere einen unbenannten beziehungsweise ebenfalls Kleine Flottbek genannten nördlichen Zufluss, von der Straße Am Westerpark kommend. Ein Bachlauf verbindet den größeren der Teiche mit der Kleinen Flottbek. Von dort fließt die Kleine Flottbek offen am Südwestrand des Westerparks entlang durchs sogenannte Quellental, nach dem auch eine Straße und ein Gasthaus benannt sind. Südlich der Straße durchfließt die Kleine Flottbek im Wesselhoeftpark den Kleinen Mühlteich und den Wesselhoeftteich. Von der Südwestecke des Wesselhoeftteichs fließt sie verrohrt unter der Christian-F.-Hansen-Straße, der Elbchaussee und einem Parkplatz hindurch in die Elbe.

## Geschichte

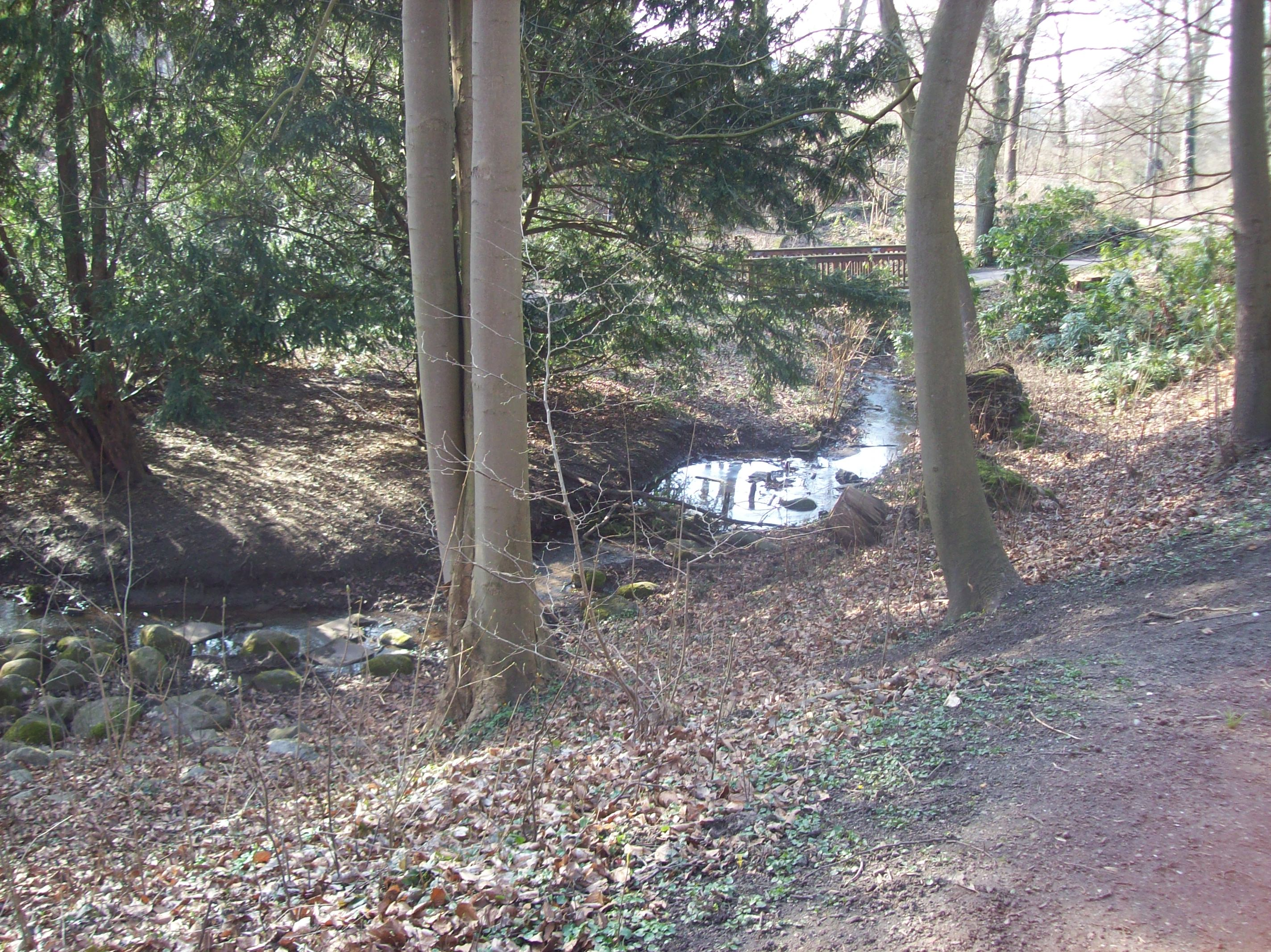
Kleine Flottbek im Wesselhöftpark

Die Taleinschnitte im Quellental sind durch die letzte Eiszeit und die Kleine Flottbek selbst entstanden. Hier gab es einst 14 Quellen, von denen viele bei einer zwischenzeitlichen Nutzung durch die Baumschule Lorenz von Ehren verdeckt waren. Nach dem Ende dieser Nutzung Anfang der 1990er-Jahre wurden Flusslauf und Täler mitsamt den Hangwiesen sowie viele dieser Quellen wieder freigelegt und renaturiert.